# 7de Laan
7de Laan (Sewende Laan; wörtlich: Siebte Straße) ist eine südafrikanische Seifenoper, die von 2000 bis 2023 täglich von Montag bis Freitag ausgestrahlt wurde. Sie gilt als die erfolgreichste Fernsehsendung auf Afrikaans. Die Serie konzentriert sich auf das rege Leben der Bewohner in und um die Gemeinde der 7. Straße im fiktiven Vorort Hillside in der Großstadt Johannesburg. Die Dialoge sind hauptsächlich auf Afrikaans mit einigen englischen und Zulu-Dialogen dazwischen, und das Programm wird mit englischen Untertiteln ausgestrahlt. Die Straßen und Ladenfronten, die auf den Eröffnungsbildern und zwischen den Szenen zu sehen sind, wurden in Melville, Johannesburg, aufgenommen, was als Vorbild für das fiktive Hillside diente.

## Handlung
Die Serie zeichnet sich, wie alle Seifenopern, durch rasante Plottwists aus und beinhaltet gängige Elemente, wie das Auftauchen von Doppelgängern, Entführungen, Morden, die Wiederkehr von alten Charakteren bzw. Charakteren, die bereits als verstorben galten, Intrigen und Affären. Es gibt immer mehrere parallel ablaufende Handlungsstränge. Die Serie knüpft an aktuelle Themen und gesellschaftliche Probleme an: Drogensucht, HIV, Social-Media-Abhängigkeit, Diskriminierung, Kindesmissbrauch, häusliche Gewalt etc. Die Zeit spielt parallel zur Echtzeit, und Feiertage und andere Events werden in der Show ebenso wiedergegeben, wenn sie vorhersehbar sind, da die Sendung zwei Monate im Voraus gedreht wird. Es gibt Charaktere aller Sozial- und Altersgruppen sowie verschiedener ethnisch-kulturellen Gruppen Südafrikas. Da die Show auf Afrikaans spielt, sind, wie die Afrikaanssprecher, die meisten Charaktere weiße Afrikaaner oder Coloured. Daneben gibt es einige Darsteller, deren Muttersprache nicht Afrikaans ist, die mit den anderen Charakteren dann auf Englisch und/oder Afrikaans kommunizieren und das typische Code-Switching der multilingualen Regenbogennation widerspiegeln.
Die Handlungen finden hauptsächlich in dem Gebäudekomplex the Heights statt, in dem sich ein lebendiges Café, Oppiekoffie, eine geschäftige Boutique und mehrere Wohnungen sowie ein Penthouse befinden. Die meisten Hillsider wohnen hier und einige arbeiten dort. Andere Handlungsorte sind die trendige Bar Stasie Ses und das benachbarte Bistro Beleef. Außerdem gibt es ein Krankenhaus, einen Buchladen, einen Club, ein Sportgeschäft mit Fitnessstudio und eine Eventfirma.

## Hauptdarsteller
- Aggie Ngwenya (Mimi Mahlasela)
- Alexa Welman (Carina Nel)
- Bonita Meintjies (Hildegardt Whites)
- Connie van der Lecq (Quinne Brown)[2]
- De Wet Basson (Dirk Stolz)
- Diederik Greyling (Hennie Jacobs)
- Esti Fouche (Reandi Grey)
- Fikani Chauke (Nicholas Nkuna)
- Ivy Peterson (Nazli George)
- Justin Booysen (Dann-Jaques Mouton)
- Lesedi Moloi (Keabetswe Motsilanyane)
- Mariaan Welman (Deirdre Wolhuter)
- Marko Greyling (Francois Lensley)
- Marvin Peterson (Duncan Johnson)
- Nikki Basson (Danielle Retief)
- Rickus Welman (André Lötter)
- Shawn Basson (Deànré Reiners)
- Vince Meintjies (Jacques Blignaut)
- Willem Spies (Markus Haywood)

## Nebendarsteller
- André Vosloo (Marcus Muller)
- Chris Welman (David Rees)
- Felicity Daniels (Melanie du Bois)
- Gabby (Blyde Smit)
- Karmen Meintjies (Gabriella Linton)
- Khethiwe (Sesethu Ntombela)
- Kopano Sithole (Thabo Mhlanga)
- Matrone Netta Nortjé (Annelize van der Ryst)
- Romeo Peterson (Clint Aplon)

## Ehemalige Charaktere
- Altus de Bruyn (Heino Schmitt)
- Alyce Morapedi (Vuyelwa Booi)
- Amorey Welman (Kristen Raath)
- Ann Loman (Lika Berning)
- Anna van Biljon (Hanli Rolfes)
- Annelie van Dyk (Donnalee Roberts)
- Annette (Susan Danford)
- Anton (Gustav Gerdener)
- Arnold Langley (Simon Bruinders)
- Asha Sharma (Kajal Bagwandeen)
- Bart Kruger (Neil Sandilands)
- Ben van Staden (Louis Auret)
- Bernard Jordaan (Werner Coetser)
- Bertus de Villiers (Porteus Xandau)
- Brandt van der Bergh (Steve Hofmeyr)
- Carlos Perestrelo (Pedro Camara)
- Cas van Graan (Andre Roothman)
- Charmaine Meintjies (Vinette Ebrahim)
- Christelle Terblanche (Anna-Mart van der Merwe)
- Clara (Angelique Gerber)
- Clive Roberts (David Dennis)
- Daleen Meintjies (Denise Newman)
- Danelle (Andrea Streso)
- Dawid Greef (Stian Bam)
- Debbie Meyer (Sandra Vaughn-van Pletzen)
- Dewald Gericke (Kaz McFadden)
- Dezi Terblanche/van Jaarsveld (Elma Postma)
- Donovan Roux (Jody Abrahams)
- Dorothy Daniels (Shaleen Surtie-Richards)
- Dr SP de Wet Malan (Gys de Villiers)
- Dr Thabile Nkabinde (Nthati Moshesh)
- Dumie (Welile Nzuza)
- Dwayne (David Johnson)
- Dylan (Charl Timotheus)
- Emma le Roux (Bertha le Roux)
- Errol Pieterse (Christo Davids)
- Esther, Matrone se suster († Trudie Taljaard)
- Flooze van Witbank (Sorina Erasmus)
- Francois Rossouw (Chris van Niekerk)
- George Kyriakis (Nico Panagiotopoulos)
- Gita McGregor (Jo da Silva)
- Hannes (Izak Taljaard)
- Heinrich – speurder (Denvor Phokaners)
- Helena Moolman (Jana Strydom)
- Henk (Francois Jacobs)
- Herman Croucamp (Deon Coetzee)
- Hilda de Kock-van Zyl (Annelisa Weiland)
- Inge van Schalkwyk (Antoinette Louw)
- Isabelle Moolman (Illse Roos)
- Jacob Moloi (Patrick Shai)
- Jacomien van Niekerk (Susanne Beyers)
- Jacqui (Kim Cloete)
- Jan-Hendrik Terblanche (Waldemar Schultz)
- Jason de Lange (Jaco Snyman)
- Jocelyn Pieterse (Keziah Jooste)
- Johan (Reynard Slabbert)
- Kabelo Padi (Sekoati Tsubane)
- Karien Momberg (Christi Panagio)
- Kim Conradie (Corné Crous)
- Laetitia Theron (Elma Potgieter)
- Leon de Lange (Dawid Minnaar)
- Liam – Dezi se skelmpie (Chris Chameleon)
- Libby Nel
- Liezl (Anel Alexander)
- Lindile (Musa Ngema)
- Louis Croucamp (Leslie van Wyk)
- Madel Terblanche (Wilna Snyman)
- Mandla Khumalo (Freedom Hadebe)
- Marcel van Niekerk (Zetske van Pletzen)
- Maria Zibula (Themsie Times)
- Monique van Huyssteen (Minette Grové)
- Nadia Croucamp (Simoné Nortmann)
- Nathan Alexander (Vaughn Lucas)
- Neef Gert (Ben Kruger)
- Neil le Roux (Harald Richter)
- Neville Meintjies (Zane Meas)
- Nila (Gulashafa Sayed)
- Nozi Gumede (Dimpho More)
- Nthabiseng (Salamina Mosese)
- Ockert (Anrich Herbst)
- Olivia van Rensburg (Nadia Herbst)
- Oubaas Septimus van Zyl (Pierre van Pletzen)
- Paula van der Lecq-de Bruyn (Diaan Lawrenson)
- Petro (Carla van der Merwe)
- Pierre (Brian Robson)
- Pieter van Heerden (Ivan Botha)
- Pulane Masemola (Masego Sehoole)
- Quentin (Danny Ross)
- Riaan van Dyk (Luan Jacobs)
- Rick (Darren Kelfkens)
- Ryno Lategan (Chris Vorster)
- Sandra Theron-Stutterheim (Heléne Lombard)
- Sanjay Ramdin (Strini Pillay)
- San-Mari van Graan (Amalia Uys)
- Sheldon (Denver Vraagom)
- Sifiso Ndlela (Anelisa Phewa)
- Sonja Theunissen (Tessa Holloway)
- Sonja (Anel van Wyk) † 1 Aug 2013
- Steyn (Ivan Zimmermann)
- Tania (Jana van der Merwe)
- Tannie Rademan (Miems de Bruyn †)
- Tannie Schoeman (Milla Louw †)
- Tessa Krige (Vicky Davis)
- Tiaan Terblanche (Frank Rautenbach)
- Tiffany (Louise Barnes)
- Tim Jordaan (Marius Weyers)
- Tokkie le Roux, Emma se Pa (Richard van der Westhuizen)
- Trishan (Jai'Prakash Sewram)
- Ty Prinsloo (Wilhelm van der Walt)
- Vanessa Meintjies (Ingrid Paulus)
- Vernon (Duane Williams)
- Willem Rautenbach (Ray Randall)
- Wilmien de Lange (Nina Swart)
- Wynand (Marcel van Heerden)
- Xander Meintjies (Theodore Jantjies)
- Zinzi Kheswa (Caroline Jacobs)

## Gastdarsteller
- Alex (Donovan Honeyborne)
- Allen (Duncan Lawson)
- Amanda Lous (Carina Nel)
- Amos (Boikie Pholo)
- Andries (Ian Rossouw)
- Antoinette Heyneke (Zoe Ras)
- Attie Greyling (Robin Smith)
- Aubrey (Randall de Jager)
- Ava Jordaan (Emily McLaren)
- Baba Mika van der Lecq (Nevaeh Stander)
- Baba Samantha (Mia van Wyk)
- Baba Wian (Marko Karlovic)
- Barry (Rickus Strauss)
- Bekker (Shaun Barnard)
- Belinda (Maritsa)
- Benji (Rowan Cloete)
- Bertus (Jean-Chris Posthumus)
- Bets (Gigi Strydom)
- Boeta in die tronk (David James)
- Brionay (Verona Gosslet)
- Cecile Whittaker (Chantal Stanfield)
- Charl (Jaco Smith)
- Charlie (Yutamé Venter)
- Christopher Whittaker (Jiphtael Langeveldt)
- Cindy (Christina Storm)
- Clint McGreggor – Gita se broer (Gary D'Alessandro)
- Dali (Thabiso Mokethi)
- David Abrahams (Abdurraghman Adams)
- Dominee (Div de Villiers)
- Douglas (Mike Huff)
- Dr Moolman (Anriette van Rooyen)
- Dumisani (Sandile Makhoba)
- Dwelmsmous (Gert Steyn)
- Eben (Jacques Bessenger)
- Elna Bredenkamp (Mandy Baard)
- Elritha (Nina Coetzer)
- Elsa Winterbach (Isadora Verwey)
- Ettiene (David Louw)
- Eugenie (Mariska Venter)
- Fekile (Benni Langa)
- Ferdi (Riaan Janse van Rensburg)
- Franco (Paul du Toit)
- Frank (Albert Maritz)
- Frankie (Brandon Auret)
- Genevieve (Deonay Balie)
- Gerda (Estrellita Crause)
- Hettie (Karin van der Laag)
- Hottie (Adamo Denewade)
- Hugo (Tobie Cronjé)
- Irma Theunissen (Adriana Faling)
- Jackson (Marcus Mabusela)
- Janet (Ingeborg Riedmaier)
- Jerome (Terence Bridgett)
- Josh (Zane Gillion)
- Joyce (Liane Heyl)
- Jurie (Herman Vorster)
- Karmen – baba (Erin le Roux)
- Karmen – kleuter (Amira Abubakar)
- Karmen Meintjies (Gabriella Linton)
- Kevin Ramsay (Ashish Gangsterpadda)
- Khanyi (Hlehle Ndlovu)
- Koot (Francois Stemmet)
- Kosie van die slaghuis (Kosie Schoeman)
- Koppe (Eric Jansen)
- Kristin de Swardt (Loriska Bubb)
- Landdros (Andrew Stock)
- Larry (Sean Brebnor)
- Leonie (Marinhta Labuschagne)
- Lerina (Petroné Enslin)
- Lesego (Thenjiwe Stemela)
- Liefie (Martelize Kolver)
- Lilian Bala (Vicky Kente)
- Linda Jordaan (Elsabé Daneel)
- Lindie Stander (haarself – Lindie Stander)
- Logan (Simon Tuit)
- Lorraine (Stellie Grobler)
- Loyiso (Mike Mvelase)
- Lucille (Elzabé Zietsman)
- Lucinda Vermaak (Dorette Potgieter)
- Lukas Mulder (Hendrik Cronje)
- Luke (Jonathan Pienaar)
- Lynette Lindeque (Odelle de Wet)
- Lynn-Mari (Vanessa Smith)
- Mandy (Janine Truter)
- Margaux (Caitlin Clerk)
- Mari-Alet (Woutrine Theron)
- Marthinus van der Lecq (Deon Lotz)
- Maryke (Marli van der Bijl)
- Matt (David Dukas)
- Mev. Immelman (Alida Theron)
- Michelle (Michelle Victor)
- Middeljarige professor (Ron Smerczak)
- Mienkie (Marijke Bezuidenhout)
- Mike (James Borthwick)
- Monique (Lizca Kruger)
- Monique Adams (Leiden Colbet)
- Mnr. Prince (Anthony Bishop)
- Nadine (Mmapule Tsholo)
- Naledi (Monnye Kunupi)
- Nandi (Enhle Mbali Mlotshwa)
- Natalie (Daniella Deysel)
- Nina (Lou-Mari Burnett)
- Nomvula (Rami Chuene)
- Retha (Marlise Erwee)
- Retief (Alwyn van der Merwe)
- Rochelle (Lindy Joubert)
- Ruda (Thandi Puren)
- Speurder Kobus Fourie (Willem Klopper)
- Speurder Fritz de Lange (Jacques Gombault)
- Tante Dolores (Marga van Rooy)
- Tarryn (Kay Smith)
- Terry de Klerk (Jenna Dunster)
- Themba (Philip Molepo)
- Thinus le Roux [kleuter] (Juandré van Zyl)
- Thinus le Roux [seun] (Ian Roelofs)
- Thomas Fouche (Vian Singleton)
- Tineke (Trix Vivier)
- Tjattas (Rickus Strauss)
- Toekie Greyling (Michelle Scott)
- Tom (Craig Hawks)
- Tony (Marlo Minnaar)
- Tshepiso (Maki Mokhitli)
- Tshepo (Sam Mbuyane)
- Tumi (Mari Molefe van Heerden)
- Verpleegster (Zelda Roelofs)
- Verpleegster (Maatje Burger)
- Verpleegster (Leote Taylor)
- Walter (Erik Holm)
- Wessel Buys (André Schwartz)
- Winston (Sam Medupe)
- Yannis (Emmanuel Castis)
- Zama Mabaso (Shadi Chauke)
- Zelda (Amor Vittone)[3]